# ویلیام اوتیس

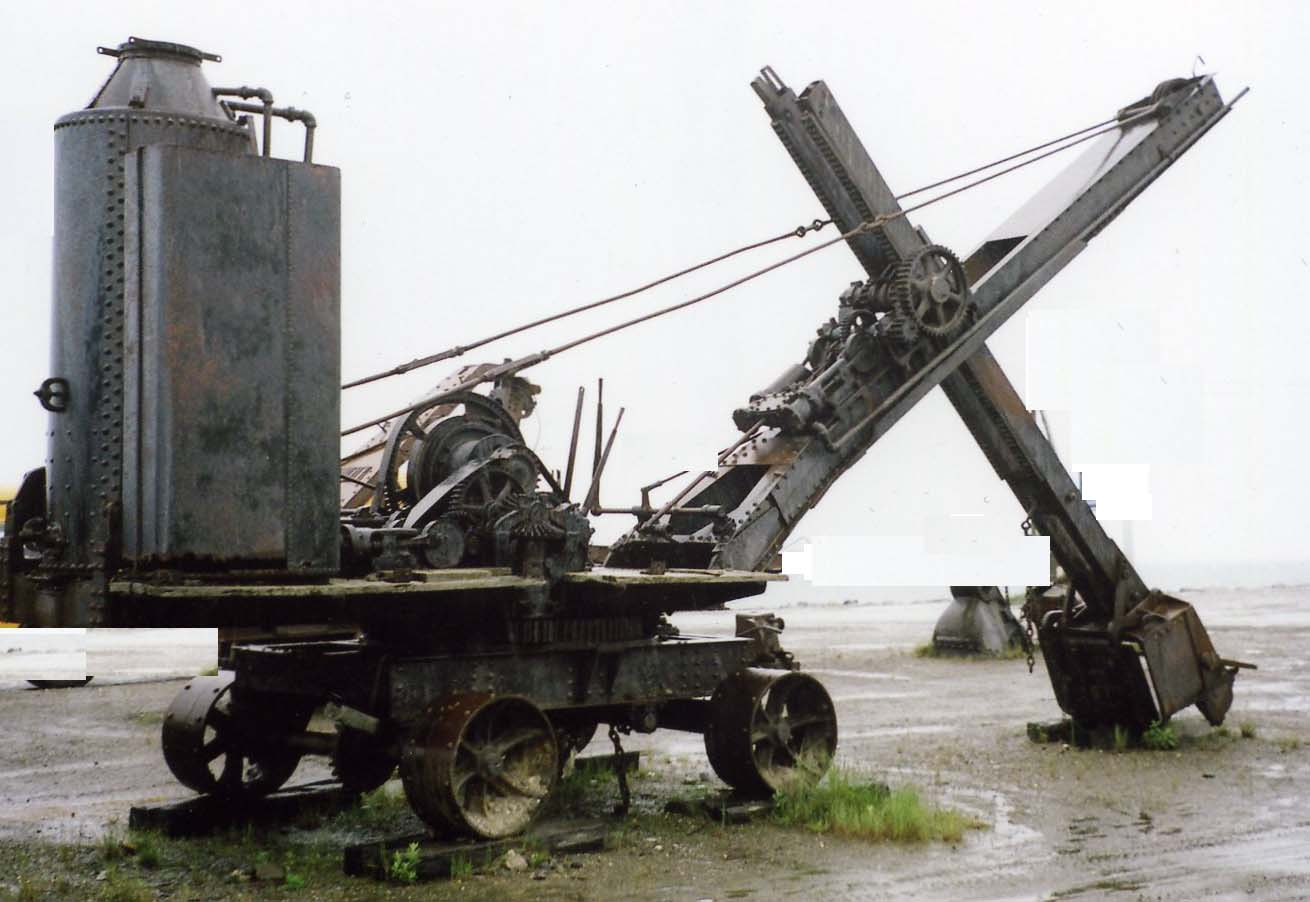
یک بیل بخاری متروک در ایالت آلاسکا

ویلیام اوتیس (انگلیسی: William Otis؛ ۲۰ سپتامبر ۱۸۱۳ – ۱۳ نوامبر ۱۸۳۹) یک مهندس اهل ایالات متحده آمریکا بود. او در سال ۱۸۳۹ بیل بخاری  را اختراع کرد.